# Paul Lhérie
Paul Lhérie, pseudonimo di Paul Lévy (Parigi, 8 ottobre 1844 – Parigi, 17 ottobre 1937), è stato un tenore, poi baritono francese.

## Biografia
Dopo il debutto al teatro dell'Opéra-Comique nel 1866 nel Joseph di Étienne Méhul, tenne a battesimo i personaggi di Carlo II nel Don César de Bazan di Massenet, nel 1872, di Benoît in Le Roi l'a dit di Delibes, nel 1873, e soprattutto fu il primo Don José nella Carmen di Bizet, il 3 marzo 1875.
Dal 1882 passò al repertorio baritonale. Trasferitosi in Italia, debuttò alla Scala come Marchese di Posa nella nuova versione del Don Carlos di Verdi (10 gennaio 1884). Fu Saverny a Brescia al debutto della seconda versione di Marion Delorme di Ponchielli, opera che cantò anche a San Paolo del Brasile e Rio de Janeiro, rispettivamente nel maggio e nell'agosto del 1886.
Nel 1891 prese parte alla prima assoluta dell'Amico Fritz di Mascagni e nel 1894 a quella di Hulda di César Franck. Poco dopo si ritirò dalle scene.
Insegnò al conservatorio di Parigi, nella classe d'opera comica, a partire dal 1897.
Dotato di una voce non potente ma bella ed espressiva, si distinse anche per l'eleganza scenica. Arturo Toscanini, che lo diresse nel 1886 durante la tournée a Rio de Janeiro, lo ricordò con ammirazione negli ultimi anni della sua vita:

## Onorificenze
- Cavaliere della Legion d'Onore[2]